# Il parto
Il parto è il sesto album del gruppo calabrese Il Parto delle Nuvole Pesanti uscito nel 2004.
In confronto ai precedenti progetti, il gruppo opta per un rock folk più morbido e melodico, seguendo un cambiamento di stile accennato con l'album Roccu u stortu e il brano Attenzione all'estinzione. I testi sono principalmente in italiano, molto poetici e romantici in confronto alle altre produzioni, così come cambia il tono di voce usato da Peppe Voltarelli.
Ispirandosi a Sahara consilina dell'album Alisifare, il gruppo gira un videoclip diretto da Giuseppe Gagliardi per la canzone Onda calabra, vincitore del premio speciale della giuria M.E.I. nella categoria migliore videoclip d’autore.

## Tracce
1. Onda calabra – 3:07
2. L'imperatore – 3:42
3. Riempire gli spazi – 3:16
4. Gli amici degli amici – 4:16
5. Banaltango – 3:56
6. Capatosta – 3:30
7. Via da questa miseria – 4:07
8. Cantare – 4:17
9. Il lavavetri – 3:47
10. Zu' lanieri – 2:11
11. I musicisti di Lolli – 3:28
12. Piccola mia – 3:52
13. Attenzione all'estinzione – 4:26
14. Meccaniche terrestri – 2:30
15. Ognuno è libero – 2:49
16. Gilles – 4:02
17. La guerra di Piero – 4:22
18. La paura – 3:47
19. Cineserie – 1:37
20. Voci umane – 1:56

## Formati
Album (CD)
- 2004 - Il parto (Storie di note)

## Videografia
- 2004 - Onda calabra (regia di Giuseppe Gagliardi)[3]
- 2006 - Gli amici degli amici (regia di Giuseppe Gagliardi)[4]

## Formazione
- Peppe Voltarelli - voce, fisarmonica, chitarra acustica, chitarra elettrica, pianoforte, pianino Bontempi, piatti
- Salvatore De Siena - tamburello, grancassa, cajón, piatti, shaker, frullatore, tastiera percussiva, sventola di lamiera con palline, campanelli, vibrafono, banditore, voce parlante, cori
- Amerigo Sirianni - chitarra acustica, chitarra classica, chitarra elettrica, mandola, mandolino, oud, pianoforte, rullantino, pentolino, cori

Altri musicisti
- Ettore Castagna, Franco Cristaldi, Claudia Crabuzza, Mimmo Crudo, Alessandro Danelli, Amy Denio, Elena De Siena, Luigi Grata, Paolo Jannacci, Christian Lisi, Claudio Lolli, Mimmo Mellace, Mirco Menna, Pasquale Morgante, Marco Messina, Roy Paci, Quartetto d’archi del Teatro Comunale di Bologna (Anton Berovski, Davide Dondi, Enrico Guerzoni, Laura Zagato), Antonello Ricci, Marco Rovelli, Gaetano Santoro, Davide Van De Sfroos

## Crediti
- Produzione artistica e arrangiamenti: Il Parto delle Nuvole Pesanti (Salvatore De Siena, Amerigo Sirianni, Peppe Voltarelli), Franco Cristaldi e Pasquale Morgante
- Produzione esecutiva: Il Parto delle Nuvole Pesanti / Storie di note
- Arrangiamenti archi: Enrico Guerzoni
- Arrangiamenti fiati: Roy Paci
- Registrato da Franco Cristaldi, Christian Lisi e Pasquale Morgante presso The Groove Factory (Bologna)
- Missato da Franco Cristaldi e Christian Lisi presso The Groove Factory (Bologna)
- Masterizzato da Max Gardini presso The Groove Factory (Bologna)
- Fotografie: Michele Stallo
- Scultura: Enzo Guaricci
- Etichetta: Storie di note
- Distribuzione: Suonimusic
- Consulenza e assistenza legale: Studio Legale De Siena

## Premi
- 2004 - Premio speciale della giuria M.E.I. per migliore videoclip d’autore con Onda calabra[2]
- 2011 - Candidatura alla 56ª edizione dei David di Donatello per miglior canzone con Onda calabra[5]